# 欧罗巴大厦
欧罗巴大厦（Europa building）是欧洲理事会和欧洲联盟理事会所在地，位于比利时首都布鲁塞尔欧洲区的法律街（Rue de la Loi）。其主要特征是主会场所在的多层“灯笼形”结构，已被欧洲理事会和欧洲联盟理事会作为其官方标志。欧罗巴大厦位于的原址 部分拆除改建的Résidence 宫A座。它的外观，结合了建于1920年代的保护建筑的装饰风艺术立面，以及建筑师菲利普·Philippe Samyn的后现代设计。该建筑还通过两个人行过街天桥和一个服务隧道，通往相邻的尤斯图斯·利普修斯大厦（Justus Lipsius building），后者提供其余的办公场所，会议室和新闻设施。